# Henryk Petrich
Henryk Petrich, född den 10 januari 1959 i Łódź, Polen, är en polsk boxare som tog OS-brons i lätt tungviktsboxning 1988 i Seoul. Han förlorade i semifinalen mot amerikanen Andrew Maynard.